# 王允湜
王允湜，福建闽侯人，中华民国官員，嗜鸦片，好赌博。
民国13年（1924年）被福建省省长萨镇冰委任为思明县知事，民国17年（1928年）1月受省政府主席楊樹莊之聘，接刘以臧任霞浦县县长。任期一年后去职，由张君实接任